# パークコート赤坂檜町ザ タワー
パークコート赤坂檜町ザ タワー（パークコートあかさかひのきちょうザ タワー）は、東京都港区赤坂に所在する超高層マンションである。
2018年度、公益財団法人日本デザイン振興会主催の「グッドデザイン賞」を集合住宅部門で受賞している。

## 概要
港区立中之町幼稚園周辺の老朽建物密集地帯において再開発の機運が高まり、赤坂九丁目北地区市街地再開発事業として施工された。隣接地では東京ミッドタウンが完成しており、一体した都市景観の創造を目指した。
設計は日建設計、隈研吾建築都市設計事務所が担当した。敷地内にあった港区立桑田記念児童遊園の再整備も行われた。
上層階の分譲価格は15億円を超える部屋もあり、分譲マンションとしては、バブル崩壊後最高価格となった。

## 沿革
- 2013年（平成25年）6月 - 都市計画決定。
- 2015年（平成27年）2月 - 工事着工。
- 2018年（平成30年）2月 - 竣工。

## 交通
- 東京メトロ千代田線乃木坂駅 徒歩3分[3]
- 都営大江戸線六本木駅 徒歩8分[3]
- 東京メトロ日比谷線六本木駅 徒歩8分[3]

## 近隣施設
- 檜町公園
- 乃木神社
- 東京ミッドタウン
- 港区立赤坂小学校
- 港区立中之町幼稚園